# Дајдо
Дајдо Флоријан Клод Де Боневијал Армстронг (енгл. Dido Florian Cloud de Bounevialle Armstrong; 25. децембар 1971) или позната само као Дајдо (енгл. Dido), је британска певачица, композитор, текстописац и продуцент. Рођена је 25. децембра 1971. године у Лондону, Енглеска. Име је добила по оснивачици и првој краљици царства Картагина у северној Африци (Дидона у српској верзији). Рано је почела да показује склоност ка музици. Са 10 година научила је да свира клавир и виолину и примљена је у чувену лондонску школу Guildhall School of Music. Као тинејџерка наступала је са оркестром класичне музике по целој Уједињеном Краљевству.

## Почетак у шоу бизнису
Дајдо улази у свет шоу бизниса уз помоћ свог брата Роналда - Рола, музичког продуцента. 1995. године Роло оснива бенд Фејтлес (Faithless) и позива Дајдо да гостује на њиховом првом албуму "Reverence". Дајдо се појављује као вокал и коаутор у 3 нумере, а албум је продат у пет милиона примерака. Наредне две године Дајдо наступа са овим бендом.

## Пробој и први албум
Наступајући са групом Фејтлес, Дајдо је, осим певања, фигурирала и као композитор, текстописац и продуцент. Године 1996. у независној продукцији објавила је албум "Odds And Ends" на коме су се нашле њене композиције у демо верзији. Годину дана касније упознаје људе из издавачке куће „Ариста“ и започиње рад на првом соло албуму. Њен први албум под називом "No Angel" објављен је у јуну 1999. године. Наступала је по различитим клубовима, фестивалима и сакупљала позитивне критике. У америчкој серији „Roswell“, као саундтрек употребљена је прва нумера са албума "No Angel" - "Here With Me". Ова нумера касније је употребљена и за саундтрек филма "У ствари љубав". Шеста нумера са албума "Thank You" одабрана је за саундтрек филма „Клизећа врата“. Репер Еминем понудио јој је сарадњу у виду семпловања једног дела те песме. Тако је настала песма "Stan". Дајдо се појавила у споту за ову песму, глумећи Стенову трудну и напаћену девојку. Ова песма је доживела светски успех и захваљујући њој Дајдо постаје једна од најтиражнијих извођача. Године 2001. "No Angel" је објављен у Уједињеном Краљевству, као и у остатку света и постаје најпродаванији албум у преко 20 земаља. На церемонији Брит Авард (Brit Award) 2002. добија награду за најбољег женског извођача. Са албума су се, поред поменутих песама "Here With Me" и "Thank You", издвојиле и песме "Hunter", "All You Want", "Take My Hand", "Don't Think Of Me" и "My Lover's Gone". Албум "No Angel" је један од најпродаванијих албума свих времена и до данас је продат у преко 13 милиона примерака. Албум "No Angel" је други најпродаванији албум у 21. веку у Уједињеном Краљевству.

## Други албум
Други албум Дајдо је радила заједно са братом Ролом. "Life For Rent" објављен је 30. септембра 2003. и одмах је изазвао интересовање публике. Први сингл "White Flag" убрзо је постао интернационални хит и 2004. донео јој је Брит награду за најбољи сингл, Dido је спот за ову песму радила заједно са Davidom Boreanazom, звездом серија"Buffy, убица вампира " и „Кости“.
Други, насловни сингл, "Life For Rent", постао је хит у Европи. Мање запажено прошао је сингл "Don't Leave Home". Четврти сингл "Sand In My Shoes" добро је прошао у јужној и источној Европи, као и у азијским земљама. Сингл "Stoned" (који је објављен само у Америци) постао је клупски хит. Албум "Life For Rent" продат је у 10 милиона примерака. Албум "Life for Rent" је одмах постао један од најбрже продаваних албума у Британској музичкој историји. Албум је већ првог дана појављивања продат у више од 153.000 копија у Уједињеном Краљевству, а бројку од 400.000 достиго је већ у првој недељи. Албум бива званично проглашен за најбрже продаван албум у 21. веку.
Године 2005. године Дајдо је објавила DVD "Live At Brixton Academy" на коме је снимак концерта у оквиру њене "Life For Rent" турнеје.

## Трећи албум
Трећи студијски албум Дајдо, "Safe Trip Home", биће објављен 17. новембра 2008. године, док ће се дан касније (18. новембра) наћи у продаји у Сједињеним Државама. Први званични сингл, "Don't Believe In Love", у продаји је од 27. новембра. Дајдо је трећи албум радила заједно са: Џоном Брајоном, Ролом Армстронгом, Брајаном Ином, Миком Флитвудом, Цитизен коп...

## Дискографија

### Албуми
| Година | Назив                                                             | Место на листи | Место на листи | Место на листи | Место на листи | Место на листи | Место на листи | Продаја/сертификат                                                                                           |
| Година | Назив                                                             | UK             | FRA            | GER            | AUS            | U.S.           | CAN            | Продаја/сертификат                                                                                           |
| ------ | ----------------------------------------------------------------- | -------------- | -------------- | -------------- | -------------- | -------------- | -------------- | --- |
| 1995   | Odds And Ends 1 - Демо албум - Објављен: 1995                     | –              | –              | –              | –              | –              | –              | Није доступно                                                                                                |
| 1999   | No Angel - 1. студијски албум - Објављен: 1. јуна 1999            | 1              | 1              | 1              | 1              | 4              | 4              | 13,5 милиона IFPI certification: 5× platinum RIAA certification: 4× platinum BPI certification: 10× platinum |
| 2003   | Life for Rent - 2. студијски албум - Објављен: 30. септембра 2003 | 1              | 1              | 1              | 1              | 4              | 2              | 10 милиона IFPI certification: 5× platinum RIAA certification: 2× platinum BPI certification: 9× platinum    |
| 2008   | Safe Trip Home - 3. студијски албум - Објављен: 27. новембра 2008 |                |                |                |                |                |                | |

- 1 Management CD-R Acetate.

### Синглови
| Година | Песма                                         | UK | U.S. | U.S. Dance | U.S. Adult | CAN | ITA | AUS | NZ | BRA | FRA | Албум                   |
| ------ | --------------------------------------------- | -- | ---- | ---------- | ---------- | --- | --- | --- | -- | --- | --- | ----------------------- |
| 2000   | "Stan" (Eminem featuring Dido)                | 1  | 51   | –          | –          | 1   | 1   | 1   | 14 |     | 33  | The Marshall Mathers LP |
| 2001   | "Here with Me"                                | 4  | –    | –          | –          | –   | 35  | 58  | 3  | –   | 4   | No Angel                |
| 2001   | "Thank You"                                   | 3  | 3    | 1          | 1          | 22  | 41  | –   | 3  | 1   | 30  | No Angel                |
| 2001   | "Hunter"                                      | 17 | –    | 9          | –          | –   | –   | 50  | 28 | 16  | 45  | No Angel                |
| 2001   | "All You Want"                                | –  |      |            |            |     |     |     |    | –   |     | No Angel                |
| 2001   | "Don't Think of Me" (U.S. radio only)         | –  |      |            |            |     |     |     |    | –   |     | No Angel                |
| 2002   | "My Lover's Gone" (Brazil only)               | –  | –    | –          | –          | –   | –   | –   | –  | 1   |     | No Angel                |
| 2002   | "Take My Hand" (U.S. radio only)              |    | –    | 1          |            |     |     |     |    |     |     | No Angel                |
| 2002   | "One Step Too Far" (Faithless featuring Dido) | 6  | –    | 4          | –          | –   | –   | 21  | –  | –   |     | Outrospective           |
| 2003   | "Feels like Fire" (Santana featuring Dido)    | –  | –    | –          | –          | –   | –   | –   | 26 | –   |     | Shaman                  |
| 2003   | "White Flag"                                  | 2  | 18   | 9          | 2          | 30  | 1   | 1   | 12 |     | 5   | Life for Rent           |
| 2003   | "Stoned" (12" vinyl/download only)            |    | –    | 1          | –          | –   |     |     |    |     |     | Life for Rent           |
| 2003   | "Life for Rent"                               | 8  | –    |            |            |     | 8   | 28  | 17 |     | 24  | Life for Rent           |
| 2004   | "Don't Leave Home"                            | 25 | –    |            | –          | –   |     |     |    |     |     | Life for Rent           |
| 2004   | "Sand in My Shoes"                            | 29 | –    | 1          | –          | –   |     | 37  |    |     |     | Life for Rent           |

### DVD
- "Here with Me/Thank You (Acoustic)" - DVD single (2001)
- "White Flag/Life for Rent" - DVD single (2004)
- Dido: Live/Dido: Live at Brixton Academy - CD+DVD (June 2005)